# Renault RE20
A Renault RE20 egy Formula–1-es versenyautó, amellyel a Renault csapat versenyzett az 1980-as Formula–1 világbajnokság során, illetve az 1981-es idény legelején. Pilótái Jean-Pierre Jabouille és René Arnoux voltak, valamint 1981-ben az előbbit váltó Alain Prost.

## Áttekintés
Az előző, RS10-es modell továbbfejlesztése, tökéletesítése útján készült. A meghajtásért továbbra is a Renault saját gyártmányú turbómotorja felelt, amely már erős kihívót kapott a Ferrari személyében. A csapat a francia jelleget azzal hangsúlyozta, hogy a pilótáktól kezdve a gumiszállítón át egészen a szponzorokig minden francia volt.
A megbízhatóság továbbra sem volt az igazi, amikor azonban mindne működött, az autó nagyon erős volt. 1980-ban három futamgyőzelmet is arattak, ebből kettőt Arnoux, egyet Jabouille. Gyorsaságuk ékes bizonyítéka volt az öt pole pozíció is, azaz a versenyek több mind harmadán ők indulhattak az élről. Jellemző volt a csapatra, hogy Jabouille az idény összes futamán kiesett, kettőt kivéve, és ebből az egyiket meg is nyerte. AZ idényt a Renault konstruktőri negyedikként zárta.
1981-ben az idényt szintén ezzel az autóval kezdték meg, Jabouille helyén pedig már Prost ült. AMíg versenyben volt, Prost szerzett vele egy harmadik helyet az argentin nagydíjon, illetve Arnoux ugyanezen a versenyen további pontokat. Monacótól az RE30-as váltotta.

## Eredmények
(félkövér jelöli a pole pozíciót, dőlt betű a leggyorsabb kört)
| Év   | Csapat             | Motor               | Gumik | Pilóták               | 1   | 2   | 3   | 4   | 5   | 6   | 7   | 8   | 9   | 10  | 11  | 12  | 13  | 14  | 15  | Pontok | Helyezés |
| ---- | ------------------ | ------------------- | ----- | --------------------- | --- | --- | --- | --- | --- | --- | --- | --- | --- | --- | --- | --- | --- | --- | --- | ------ | -------- |
| 1980 | Equipe Renault Elf | Renault Gordini EF1 | M     |                       | ARG | BRA | RSA | USW | BEL | MON | FRA | GBR | GER | AUT | NED | ITA | CAN | USA |     | 38     | 4.       |
| 1980 | Equipe Renault Elf | Renault Gordini EF1 | M     | Jean-Pierre Jabouille | KI  | KI  | KI  | 10  | KI  | KI  | KI  | KI  | KI  | 1   | KI  | KI  | KI  |     |     | 38     | 4.       |
| 1980 | Equipe Renault Elf | Renault Gordini EF1 | M     | René Arnoux           | KI  | 1   | 1   | 9   | 4   | KI  | 5   | NR  | KI  | 9   | 2   | 10  | KI  | 7   |     | 38     | 4.       |
| 1981 | Equipe Renault Elf | Renault Gordini EF1 | M     |                       | USW | BRA | ARG | SMR | BEL | MON | ESP | FRA | GBR | GER | AUT | NED | ITA | CAN | CPL | 54*    | 3.       |
| 1981 | Equipe Renault Elf | Renault Gordini EF1 | M     | Alain Prost           | KI  | KI  | 3   | KI  | KI  |     |     |     |     |     |     |     |     |     |     | 54*    | 3.       |
| 1981 | Equipe Renault Elf | Renault Gordini EF1 | M     | René Arnoux           | 8   | KI  | 5   | 8   | NK  |     |     |     |     |     |     |     |     |     |     | 54*    | 3.       |

* 48 pontot szereztek az RE30-assal.

## Forráshivatkozások
1. ↑  Renault RE20B • STATS F1. www.statsf1.com. (Hozzáférés: 2025. május 26.)